# Carina Ahrle
Carina Birgitta Ahrle Lassbo, tidigare Melin, och Ahrle Rehnborg, född 2 september 1941 i Stockholm, är en svensk sångare, skådespelare och kostymdesigner.

## Biografi
Carina Ahrle har utbildat sig inom teater, ståuppkomik, design och psykosyntes. Carina Ahrle gav 1959 ut skivan Living doll tillsammans med Leif Kronlunds orkester med svenska versioner av låtarna "Only Sixteen" och "Lipstick on Your Collar". Hon har spelat lokalrevy i Halmstad och var senare verksam vid Sveriges Televisions kostymavdelning i Göteborg. Hon är verksam som konsult, utbildare och föreläsare.
Carina Ahrle är dotter till skådespelarna Elof Ahrle och Birgit Rosengren samt syster till skådespelaren Leif Ahrle. Carina Ahrle är mor till konstnären och skådespelaren Bo Melin och skådespelaren och regissören Lars Melin. Hon är farmor till konstnären och film- och teaterregissören Ossian Melin. Hon är omgift med professor Göran Lassbo.

## Filmografi
- 1959 – Raggare!
- 1959 – Vänner på vägen
- 1962 – Maximum
- 1963 – Här kommer Petter (TV-serie)
- 1976 – Drömmen om Amerika
- 2008 – När våren sjunger

## Teater

### Roller (ej komplett)
| År   | Roll        | Produktion                                   | Regi           | Teater                   |
| ---- | ----------- | -------------------------------------------- | -------------- | ------------------------ |
| 1959 | Medverkande | Oh, revy Stig Bergendorff och Gösta Bernhard | Gösta Bernhard | Casinoteatern            |
| 1965 | Kunigunda   | Den bästa av världar Jan Moen                | Hans Bergström | Helsingborgs stadsteater |